# OR9A4
OR9A4 (англ. Olfactory receptor family 9 subfamily A member 4) – білок, який кодується однойменним геном, розташованим у людей на короткому плечі 7-ї хромосоми. Довжина поліпептидного ланцюга білка становить 314 амінокислот, а молекулярна маса — 35 758.
| 10         |  | 20         |  | 30         |  | 40         |  | 50         |
| ---------- |  | ---------- |  | ---------- |  | ---------- |  | ---------- |
| MLMNYSSATE |  | FYLLGFPGSE |  | ELHHILFAIF |  | FFFYLVTLMG |  | NTVIIMIVCV |
| DKRLQSPMYF |  | FLGHLSALEI |  | LVTTIIVPVM |  | LWGLLLPGMQ |  | TIYLSACVVQ |
| LFLYLAVGTT |  | EFALLGAMAV |  | DRYVAVCNPL |  | RYNIIMNRHT |  | CNFVVLVSWV |
| FGFLFQIWPV |  | YVMFQLTYCK |  | SNVVNNFFCD |  | RGQLLKLSCN |  | NTLFTEFILF |
| LMAVFVLFGS |  | LIPTIVSNAY |  | IISTILKIPS |  | SSGRRKSFST |  | CASHFTCVVI |
| GYGSCLFLYV |  | KPKQTQAADY |  | NWVVSLMVSV |  | VTPFLNPFIF |  | TLRNDKVIEA |
| LRDGVKRCCQ |  | LFRN       |  |            |  |            |  |            |

A: Аланін

C: Цистеїн

D: Аспарагінова кислота

E: Глутамінова кислота

F: Фенілаланін

G: Гліцин

H: Гістидин

I: Ізолейцин

K: Лізин

L: Лейцин

M: Метіонін

N: Аспарагін

P: Пролін

Q: Глутамін

R: Аргінін

S: Серин

T: Треонін

V: Валін

W: Триптофан

Кодований геном білок за функціями належить до рецепторів, g-білокспряжених рецепторів, білків внутрішньоклітинного сигналінгу. 
Локалізований у клітинній мембрані, мембрані.